# 帝京景物略
《帝京景物略》，明劉侗、于奕正同撰，周損編輯成書。主要記述明北京地區的山川園林、庵廟寺觀、橋臺泉潭、歲時風俗。崇禎八年（1635年）冬初版刊行。

## 作者
劉侗（1593－1636），字同人，號格庵，麻城人。于奕正(1597—1636)，原名繼魯，字司直，宛平人。周損，字遠害，號迂收，劉侗同鄉兼同學。
劉侗和于奕正合撰《帝京景物略》，于收集材料，劉撰寫文字。他們還曾打算合撰《南京景物略》，但兩人先後辭世，書未完成，殘稿今亦不傳。周損與劉侗是同鄉兼同學，曾共硯席十餘年。劉侗赴京入太學，周損相伴而遊。《帝京景物略》中采選詩歌，皆出其手。

## 內容
《帝京景物略》集史地、文化和文學著作三者於一體。首先它詳細記載了明代北京城的風景名勝、風俗民情；其次，它對當時北京的園林文化、民俗、外國宗教在中國京城的傳播等，都有較為具體的描述；再次，它是竟陵派幽雅雋潔文風在地理遊記著作中的具體運用，因此，可把它作為小品文的典範來閱讀、欣賞。這本書的特色詳細地記載了明代北京城的風景名勝及風俗民情，具有相當歷史尺牘的考證，是不可多得的珍貴史料。
第一版在崇禎八年（1635年）刻印刊行的時候，由經筵日講官方逢年在《帝京景物略》寫了一段敘文，第一句話說出「燕不可無書，而難為書」，說明本書編纂不易。
清兵入關改朝換代之後，《帝京景物略》一書，已經不是本來面目了，翻刻的本子有刪改，清朝乾隆年間紀昀（紀曉嵐）將方逢年寫的敘撤換，換成自己的敘，這也是紀昀（紀曉嵐）開創竄改前朝書籍的惡劣之風。1979年在臺灣世界書局印行的《帝京景物略》，是紀曉嵐刪改的版本。2007年北京中國書店委託金壇古籍印刷廠印刷的初刻本（崇禎八年版）則是由方逢年定稿的正本。
以下是《帝京景物略》的目錄：
- 卷一 城北內外
  - 太學石鼓
  - 文丞相祠
  - 水關
  - 定國公園
  - 金剛寺
  - 英國公新園
  - 三聖庵
  - 祟國寺
  - 古墨齋
  - 龍華寺
  - 十刹海
  - 千佛寺
  - 火神廟
  - 英國公家園
  - 大隆福寺
  - 滿井

- 卷二 城東內外
  - 于少保祠
  - 吏部古藤
  - 泡子河
  - 觀象臺
  - 成國公園
  - 宜園
  - 燈市
  - 曲水園
  - 東嶽廟
  - 春場
  - 三忠祠
  - 蒯文通墳
  - 將台
  - 黃金台

- 卷三 城南內外
  - 關帝廟
  - 藥王廟
  - 金魚池
  - 明因寺
  - 李皇親新園
  - 法藏寺
  - 隆安寺
  - 報國寺
  - 長椿寺
  - 憫忠寺
  - 草橋
  - 胡家村
  - 韋公寺
  - 弘仁橋
  - 南海子
  - 聚燕台
  - 白雲觀
  - 觀音寺
  - 天寧寺
  - 盧溝橋

- 卷四 西城內
  - 首善書院
  - 天主堂
  - 石鐙庵
  - 李文正公祠
  - 雙塔寺
  - 城隍廟市
  - 鷲峰寺
  - 靈濟宮
  - 顯靈宮
  - 萬松老人塔
  - 嵇山會館唐大士像
  - 帝王廟
  - 白塔寺
  - 朝天宮

- 卷五 西城外
  - 高梁橋
  - 極樂寺
  - 白石莊
  - 惠安伯園
  - 真覺寺
  - 萬壽寺
  - 西域雙林寺
  - 大佛寺
  - 利瑪竇墳
  - 慈慧寺
  - 摩訶庵
  - 釣魚臺
  - 皇姑寺
  - 慈壽寺
  - 海澱
  - 黑龍潭
  - 溫泉
  - 法雲寺

- 卷六 西山上
  - 香山寺
  - 碧雲寺
  - 洪光寺
  - 臥佛寺
  - 水盡頭
  - 中峰庵
  - 晏公祠
  - 盧師山
  - 平坡寺
  - 嘉禧寺
  - 罕山
  - 石景山

- 卷七 西山下
  - 西堤
  - 功德寺
  - 玉泉山
  - 甕山
  - 戒壇
  - 潭柘寺
  - 雀兒庵
  - 仰山
  - 滴水岩
  - 百花陀

- 卷八 畿輔名跡
  - 狄梁公祠
  - 劉司戶祠
  - 九龍池
  - 岣岣崖
  - 銀山
  - 駐蹕山
  - 上方山
  - 雲水洞
  - 石經山
  - 紅螺嶮
  - 賈島墓
  - 樓桑村
  - 督亢陂
  - 酈亭
  - 張華宅
  - 彭小仙墓
  - 燃燈佛塔
  - 李卓吾墓
  - 盤山
  - 千像寺
  - 湯泉
  - 延祥觀柏
  - 沙岩寺塔
  - 種玉田
  - 紅螺山